# Béla Kovács (Komponist)
Béla Kovács (* 1. Mai 1937 in Tatabánya; † 7. November 2021) war ein ungarischer Klarinettist und Komponist.

## Leben
Béla Kovács bekam im Alter von neun Jahren zunächst Unterricht am Klavier, später Klarinette an der Musikschule in Tatabánya. Im Jahr 1951 begann er sein Studium an der Franz-Liszt-Musikakademie in Budapest bei György Balassa. Im Jahr 1956 wurde er als Soloklarinettist an der Ungarischen Staatsoper und an der Nationalphilharmonie in Budapest engagiert. Ab 1975 war Kovács Professor für Klarinette an der Franz-Liszt-Musikakademie in Budapest und seit 1989 lehrte er Klarinette an der Universität für Musik und darstellende Kunst Graz, seit 2009 war er dort emeritierter Professor. 2004 hatte er eine Gastprofessur am Konservatorium von Udine.
Béla Kovács erhielt für sein Werk verschiedene Auszeichnungen, dazu gehörten 1964 der Franz-Liszt-Preis, 1988 der Kossuth-Preis und 2016 der Leó-Weiner-Gedächtnispreis. Seit 2011 war Béla Kovács Ehrenmitglied der International Clarinet Association (ICA).

## Werke (Auswahl)